# Огун (штат)
Огу́н (англ. Ogun, йоруба Ògùn) — штат в юго-западной части Нигерии. 24 по площади и 16 по населению штат Нигерии. Административный центр штата — город Абеокута.

## Административное деление
Административно штат делится на 21 ТМУ:
- Abeokuta North
- Abeokuta South
- Ado-Odo/Ota
- Ewekoro
- Ifo
- Ijebu East
- Ijebu North
- Ijebu North East
- Иджебу-Игбо
- Иджебу-Оде
- Ikenne
- Imeko Afon
- Ipokia
- Obafemi Owode
- Odogbolu
- Odeda
- Ogun Waterside
- Remo North
- Шагаму
- Yewa North formerly Egbado North
- Yewa South formerly Egbado South

## Экономика
Огун — аграрный штат, специализирующейся на выращивании какао. В штате развита пивоваренная и цементная промышленность, производство пальмового масла, велосипедных шин, деревообработка.